# پرایری لی (تگزاس)
پرایری لی (به انگلیسی: Prairie Lea) یک منطقهٔ مسکونی در ایالات متحده آمریکا است که در شهرستان کالدول، تگزاس واقع شده‌است. پرایری لی ۲۵۵ نفر جمعیت دارد و ۱۳۹ متر بالاتر از سطح دریا واقع شده‌است.